# Parasznya
Parasznya is een plaats (község) en gemeente in het Hongaarse comitaat Borsod-Abaúj-Zemplén. Parasznya telt 1299 inwoners (2001).